# برنارد سكينر
برنارد سكينر هو متسابق يخت كندي، ولد في 10 يوليو 1930.

## وصلات خارجية
- برنارد سكينر على موقع أوليمبيديا (الإنجليزية)